# Maksymilian Franciszek Ossoliński
Maksymilian Franciszek Ossoliński herbu Topór (ur. ok. 1640, zm. po 1703) – sekretarz wielki koronny, chorąży drohicki, łowczy podlaski.
Najmłodszy syn Zbigniewa, kasztelana czerskiego, i Barbary Iwanowskiej, podczaszanki podlaskiej, urodził się ok. 1640 roku. Był łowczym podlaskim, chorążym drohickim oraz sekretarzem wielkim koronnym, elektor w 1669 i 1674 z ziemi drohickiej.
Był dziedzicem m.in.: Targowiska, Korycina, Rudki i Woźnik.
Ożeniony z Teresą Krassowską herbu Ślepowron, podkomorzanką mielnicką, pozostawił z nią: córkę, Ewę oraz synów: Adama, Michała, Kazimierza, Franciszka Maksymiliana oraz Jana Stanisława.